# Comb sort

O algoritmo Comb sort (ou Combo sort ou ainda algoritmo do pente) é um algoritmo de ordenação relativamente simples, e faz parte da família de algoritmos de ordenação por troca. Foi desenvolvido em 1980 por Wlodzimierz Dobosiewicz. Mais tarde, foi redescoberto e popularizado por Stephen Lacey e Richard Box em um artigo publicado na revista Byte em Abril de 1991. O Comb sort melhora o Bubble sort, e rivaliza com algoritmos como o Quicksort. A ideia básica é eliminar as tartarugas ou pequenos valores próximos do final da lista, já que em um bubble sort estes retardam a classificação tremendamente. (Coelhos, grandes valores em torno do início da lista, não representam um problema no bubble sort).
O Algoritmo repetidamente reordena diferentes pares de itens, separados por um salto, que é calculado a cada passagem.  Método semelhante ao Bubble Sort, porém mais eficiente.
Na Bubble sort, quando quaisquer dois elementos são comparados, eles sempre têm um gap (distância um do outro) de 1. A ideia básica do Comb sort é que a diferença pode ser muito mais do que um. (O Shell sort também é baseado nesta ideia, mas é uma modificação do insertion sort em vez do bubble sort).
O gap (intervalo) começa como o comprimento da lista a ser ordenada dividida pelo fator de encolhimento (em geral 1,3; veja abaixo), e a lista é ordenada com este valor (arredondado para um inteiro se for necessário) para o gap. Então, a diferença é dividida pelo fator de encolhimento novamente, a lista é ordenada com este novo gap, e o processo se repete até que a diferença seja de 1. Neste ponto, o Comb sort continua usando um espaço de 1 até que a lista esteja totalmente ordenada. A fase final da classificação é, portanto, equivalente a um bubble sort, mas desta vez a maioria dos elementos "tartarugas" já foram tratados, assim o bubble sort será eficiente.

## Fator de encolhimento
O fator de encolhimento tem um grande efeito sobre a eficiência do Comb sort. No artigo original, os autores sugeriram 1,3 depois de tentar algumas listas aleatórias e encontrando-se, geralmente as mais eficazes. Um valor muito pequeno retarda o algoritmo porque mais comparações devem ser feitas, ao passo que um valor muito grande não pode tratar um número suficiente de "tartarugas" para ser prático.
O texto descreve uma melhoria no comb sort usando o valor base {\displaystyle 1/\left(1-{\frac {1}{e^{\varphi }}}\right)\approx 1.247330950103979} como fator de encolhimento. Ele também contém uma implementação em pseudocódigo com uma tabela de gaps pré-definidos.

## Variações

### Combsort11
Com um fator de encolhimento de cerca de 1,3, só existem três caminhos possíveis para a lista de gaps terminar: (9, 6, 4, 3, 2, 1), (10, 7, 5, 3, 2, 1), ou (11, 8, 6, 4, 3, 2, 1). Experimentos mostram que melhorias significativas de velocidade podem ser feitas se o gap for definido como 11, sempre que, caso contrário, tornar-se 9 ou 10. Esta variação é chamada Combsort11.
Se uma das sequências que começam com nove ou 10, forem utilizadas, o passo final, com um intervalo de 1 tem menor probabilidade de ordenar os dados sendo necessário então outro passo com gap de 1. Os dados são ordenados quando não ocorrem mais trocas durante uma passagem com gap= 1.
Também é possível usar uma tabela pré-definida, para escolher quais gaps a utilizar em cada passo.

### Combsort com diferentes finais
Como muitos outros algoritmos eficientes de ordenação (como o quick sort ou merge sort), o comb sort é mais eficaz em suas passagens anteriores do que durante o passo final, quando ele se assemelha a um bubble sort. O Comb sort pode ser mais eficaz se o método de classificação é mudado uma vez que os gaps cheguem a um número pequeno o suficiente. Por exemplo, uma vez que a diferença chegue a um tamanho de cerca de 10 ou menor, parando o comb sort e fazendo um simples gnome sort ou cocktail sort, ou, melhor ainda, um insertion sort, se aumentará a eficiência global da ordenação.
Outra vantagem deste método é que não há necessidade de manter o controle das operações de troca durante os passos da classificação para saber se a ordenação deve parar ou não.

## C#
```
public
 
void
 
Sort
()

{

    
gap
 
=
 
(
int
)(
values
.
Count
 
/
 
1.3
);

    
int
 
i
 
=
 
0
;

    
while
 
(
gap
 
>
 
0
 
&&
 
i
 
!=
 
values
.
Count
 
-
 
1
)

    
{

        
i
 
=
 
0
;

        
while
 
((
i
 
+
 
gap
)
 
<
 
values
.
Count
)

        
{

            
if
 
(
values
[
i
].
CompareTo
(
values
[
i
 
+
 
gap
])
 
>
 
0
)

            
{

                
Swap
(
i
,
 
(
i
 
+
 
gap
));

            
}

            
i
++
;

         
}

         
gap
 
=
 
(
int
)(
gap
 
/
 
1.3
);

    
}

}

```

### C++
Esta é uma implementação no estilo STL.  Ele irá classificar qualquer intervalo entre a primeira e a última. Isso funciona com quaisquer iteradores posteriores, mas é mais eficaz com iteradores de acesso aleatório ou ponteiros.
```
template
<
class
 
ForwardIterator
>

void
 
combsort
 
(
 
ForwardIterator
 
first
,
 
ForwardIterator
 
last
 
)

{

    
static
 
const
 
double
 
shrink_factor
 
=
 
1.247330950103979
;

    
typedef
 
typename
 
std
::
iterator_traits
<
ForwardIterator
>::
difference_type
 
difference_type
;

    
difference_type
 
gap
 
=
 
std
::
distance
(
first
,
 
last
);

    
bool
 
swaps
 
=
 
true
;

    
while
 
(
 
(
gap
 
>
 
1
)
 
||
 
(
swaps
 
==
 
true
)
 
){

        
if
 
(
gap
 
>
 
1
)

            
gap
 
=
 
static_cast
<
difference_type
>
(
gap
/
shrink_factor
);

        
swaps
 
=
 
false
;

        
ForwardIterator
 
itLeft
(
first
);

        
ForwardIterator
 
itRight
(
first
);
 
std
::
advance
(
itRight
,
 
gap
);

        
for
 
(
 
;
 
itRight
!=
last
;
 
++
itLeft
,
 
++
itRight
 
){

            
if
 
(
 
(
*
itRight
)
 
<
 
(
*
itLeft
)
 
){

                
std
::
iter_swap
(
itLeft
,
 
itRight
);

                
swaps
 
=
 
true
;

            
}

        
}

    
}

}

```

### Java
```
public
 
static
 
<
E
 
extends
 
Comparable
<?
 
super
 
E
>>
 
void
 
sort
(
E
[]
 
input
)
 
{

    
int
 
gap
 
=
 
input
.
length
;

    
boolean
 
swapped
 
=
 
true
;

    
while
 
(
gap
 
>
 
1
 
||
 
swapped
)
 
{

        
if
 
(
gap
 
>
 
1
){

            
gap
 
=
 
(
int
)
 
(
gap
 
/
 
1.247330950103979
);

    
}

        
int
 
i
 
=
 
0
;

        
swapped
 
=
 
false
;

        
while
 
(
i
 
+
 
gap
 
<
 
input
.
length
)
 
{

            
if
 
(
input
[
i
]
.
compareTo
(
input
[
i
 
+
 
gap
]
)
 
>
 
0
)
 
{

                
E
 
t
 
=
 
input
[
i
]
;

                
input
[
i
]
 
=
 
input
[
i
 
+
 
gap
]
;

                
input
[
i
 
+
 
gap
]
 
=
 
t
;

                
swapped
 
=
 
true
;

            
}

            
i
++
;

        
}

    
}

}

```

### C
```
void
 
combo_sort
(
int
 
matriz
[],
 
int
 
tamanho
)
 

{

	
int
 
i
,
 
j
,
 
intervalo
,
 
trocado
 
=
 
1
;

	
int
 
aux
;

	
intervalo
 
=
 
tamanho
;

	
while
 
(
intervalo
 
>
 
1
 
||
 
trocado
 
==
 
1
)

	
{

		
intervalo
 
=
 
intervalo
 
*
 
10
 
/
 
13
;

		
if
 
(
intervalo
 
==
 
9
 
||
 
intervalo
 
==
 
10
)
 
intervalo
 
=
 
11
;

		
if
 
(
intervalo
 
<
 
1
)
 
intervalo
 
=
 
1
;

		
trocado
 
=
 
0
;

		
for
 
(
i
 
=
 
0
,
 
j
 
=
 
intervalo
;
 
j
 
<
 
tamanho
;
 
i
++
,
 
j
++
)

		
{

			
if
 
(
matriz
[
i
]
 
>
 
matriz
[
j
])

			
{

				
aux
 
=
 
matriz
[
i
];

				
matriz
[
i
]
 
=
 
matriz
[
j
];

				
matriz
[
j
]
 
=
 
aux
;

				
trocado
 
=
 
1
;

			
}

		
}

	
}

}

```

### Ruby
```
def
 
comb_sort
(
list
)

  
shrink_factor
 
=
 
1
.
247330950103979

  
gap
 
=
 
list
.
size

  
swapped
 
=
 
true

  
until
 
(
gap
 
==
 
1
)
 
&&
 
!
swapped

    
gap
 
=
 
gap
 
/
 
shrink_factor

    
gap
 
=
 
1
 
if
 
gap
 
<
 
1

    
i
 
=
 
0

    
swapped
 
=
 
false

    
until
 
(
i
 
+
 
gap
)
 
>=
 
list
.
size

      
if
 
list
[
i
]
 
>
 
list
[
i
 
+
 
gap
]

        
list
[
i
]
,
 
list
[
i
 
+
 
gap
]
 
=
 
list
[
i
 
+
 
gap
]
,
 
list
[
i
]

        
swapped
 
=
 
true

      
end

      
i
 
=
 
i
 
+
 
1

    
end

  
end

  
list

end

```